# Martialis heureka

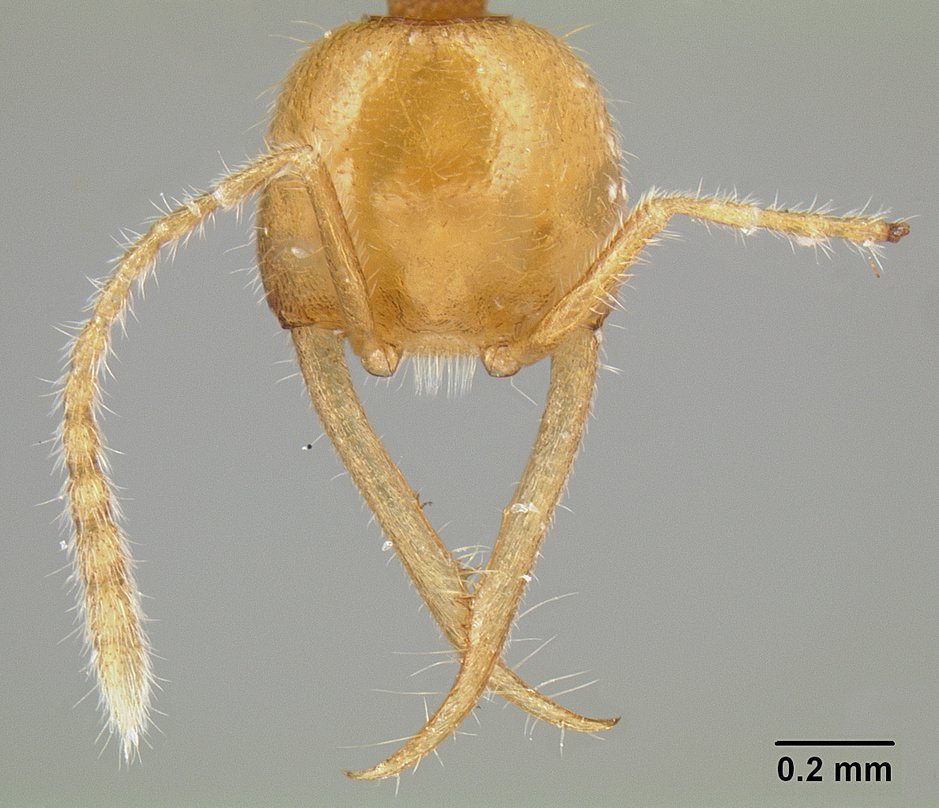
Голова Martialis heureka

Martialis heureka  (лат.) — вид мелких по размеру муравьёв, единственный в составе  рода Martialis из нового подсемейства Martialinae, самого примитивного и древнейшего среди всех современных групп семейства Formicidae.

## Описание
Имеют длину около 2—3 мм. Родовое название переводится как «находка с Марса» или «муравей с Марса» («Ant from Mars»), что связано с уникальными признаками нового вида муравьёв. Бледно-жёлтый и без глаз, то есть подземный. У него длинные хваткие челюсти, которые, по мнению исследователей, предназначены для перемалывания «мягких беспозвоночных». Задние ноги муравья длинные и тонкие, а передние — крепкие. Вероятно, этот вид выделился из общего ствола в самом начале эволюции муравьёв.

## Распространение
Тропические дождевые леса Бразилии (Манаус).

## Классификация
Данный вид относится к новому подсемейству муравьёв — Martialinae.